# マリウス・イフティミチュク
マリウス・イフティミチュク（Marius Iftimiciuc、1997年8月13日 - ）は、ナシオナル、USカルカソンヌに所属するラグビーユニオン選手。

## プロフィール
- ルーマニア・ヤシ出身[1]。
- ポジションはロック(LO)。
- 身長 202cm、体重 127kg
- U20ルーマニア代表に選ばれたことがある。
- ルーマニア代表キャップは15（2024年12月現在）でラグビーワールドカップ2023のルーマニア代表に選ばれた[2]。

## 略歴
ティミショアラ・サラセンズ、CSディナモ・ブクレシュティ、CAペリグーを経て、2023年、USカルカソンヌに加入。